# Maj-Britt Lindholm
Maj-Britt Graffman, känd under flicknamnet Maj-Britt Lindholm, född 24 maj 1933 i Stockholm, död 4 augusti 2022, var en svensk skådespelare. Hon spelade bland annat skomakarhustrun i Den vita stenen.
Hon var dotter till direktör Harry Lindholm och Lilly Cederqvist. Maj-Britt Lindholm var 1960–1974 gift med regissören Göran Graffman (1931–2014). De fick två barn: företagsledaren Mats Graffman (född 1961) och skådespelaren Per Graffman (född 1962). Hon är gravsatt i minneslunden på Lidingö kyrkogård.

## Filmografi
- 1954 – Farlig frihet
- 1955 – Kärlek på turné
- 1956 – Flamman
- 1965 – Blodsbröllop
- 1969 – Blanco Posnets hängning
- 1969 – Samhället är ditt!
- 1971 – Badjävlar
- 1973 – Makt på spel (TV-serie)
- 1973 – Den vita stenen (TV-serie)
- 1974 – Rågvakt
- 1976 – Mina drömmars stad
- 1977 – Tjejerna gör uppror (TV-serie)
- 1982 – Zoombie (TV-serie)

## Teater

### Roller (ej komplett)
| År   | Roll               | Produktion                                                                                               | Regi                 | Teater                                  |
| ---- | ------------------ | --- | -------------------- | --------------------------------------- |
| 1959 |                    | Major Barbara George Bernard Shaw                                                                        | Keve Hjelm           | Göteborgs stadsteater                   |
| 1961 | Pepita             | Vårmodellen (Blaise) Claude Magnier                                                                      | Herman Ahlsell       | Göteborgs stadsteater                   |
| 1961 |                    | Lögnhalsen (Billy Liar) Keith Waterhouse och Willis Hall                                                 | Michael Elliott      | Uppsala stadsteater                     |
| 1962 | Katarina Leczinska | Karl XII August Strindberg                                                                               | Frank Sundström      | Uppsala stadsteater                     |
| 1964 | Leila              | Skärmarna (Les Paravents) Jean Genet                                                                     | Per Verner-Carlsson  | Stockholms stadsteater                  |
| 1965 | Lilo               | Offret Lennart F. Johansson                                                                              | Göran Graffman       | Stockholms stadsteater på Lilla Teatern |
| 1965 | Medverkande        | 13 quinnor Sandro Key-Åberg, Sonja Åkesson, Robban Broberg, Björn Lindroth , Lars Löfgren och Carl Anton | Christian Lund       | Stockholms stadsteater                  |
| 1966 | Clara              | Fruar på vift (Le dindon) Georges Feydeau                                                                | Etienne Glaser       | Stockholms stadsteater                  |
| 1966 | Medverkande        | Sedan vi gått Lars-Levi Laestadius                                                                       | Lars-Levi Laestadius | Stockholms stadsteater                  |
| 1966 | Stina              | Nya Wermländingarne Sandro Key-Åberg                                                                     | Christian Lund       | Stockholms stadsteater                  |
| 1967 | Medverkande        | Viet Rock Megan Terry                                                                                    | Sten Lonnert         | Stockholms stadsteater                  |
| 1967 | Läkaren            | Leva som svin (Live Like Pigs) John Arden                                                                | Sten Lonnert         | Stockholms stadsteater                  |
| 1968 | Paula              | Jaktscener (Jagdszenen aus Niederbayern) Martin Sperr                                                    | Ernst Günther        | Stockholms stadsteater                  |
| 1971 |                    | Karl Svenssons underbara öden Pi Lind och Jolo                                                           | Pi Lind              | Stockholms parkteater                   |